# Еміна Яхович
Еміна Яхович-Сандал (серб. Емина Јаховић-Сандал, тур. Emina Jahović Sandal; нар.. 15 січня 1982, Нови-Пазар) — сербська поп-співачка, авторка пісень, модель і актриса. Сестра баскетболіста Мирсада Тюркджана. Грає в турецькому історичному серіалі «Пора тюльпанів».

## Біографія
Еміна народилася 1982 року в сербсько-боснійській родині, в місті Нови-Пазар. Пристрасть до музики з'явилася у неї з самого дитинства. З семи років вона почала грати на фортепіано, а вже в 14 років написала свою першу пісню. Еміна Яхович наймолодша з трьох дітей у родині. У неї є старша сестра, яка зараз проживає в Белграді, а також старший брат Мірсад Тюркджан, відомий турецький баскетболіст.
Яхович отримала ступінь бакалавра в галузі менеджменту на факультеті менеджменту в Університеті Брача Карича в Белграді (сьогодні Альфа-університет у Белграді).
Еміна Яхович почала свою кар'єру як автор пісень, але отримала популярність після перемог у декількох музичних конкурсах. У 2000 році вона виграла молодіжний фестиваль «Златна стазу» у Чорногорії. У 2003 році посіла третє місце на фестивалі «Сунчане скелі» в місті Херцег-Нові. У тому ж році отримала «Золоту зірку» на премії «Оскар Популярності» в Сараєво Eliminating 20 candidates, she finished first in the competition Nove zvijezde (New Stars) and received a Zlatnaplaketa (Golden Plate). With her song «Uzalud se budim», Emina also took third place in the Sunčane skale's event called Pjesma ljeta (Song of Summer) among 23 entrants and accepted the Bronzana sirena (Bronze Mermaid)..
Еміна є суддею в сербському телевізійного шоу «X Factor», який стартує в жовтні 2013 року на телеканалі Pink.

## Особисте життя
У січні 2008 року Еміна вийшла заміж за турецького співака Мустафу Сандалу і з 2008 року живе в Туреччині. 8 серпня 2008 р. у них народився первісток: син Яман. 21 лютого 2012 року у них народилася друга дитина: син Явуз. У лютому 2018 році пара оголосила про розлучення.

## Євробачення
Еміна Яхович кілька разів намагалася брати участь у Євробаченні. 2002 року вона взяла участь у національному відборі від Боснії і Герцеговини з піснею «U la la». 2007 року так само подавала заявку на Беовізію (сербський національний відбір на Євробачення), але не потрапила до списку учасників. 2010 року Еміна знову боролася за право представити Сербію на престижному європейському конкурсі, але посіла 2-е місце, здобувши 49 тисяч голосів від телеглядачів.

## Фільмографія
| Рік       |   | Українська назва | Оригінальна назва | Роль          |
| --------- | - | ---------------- | ----------------- | ------------- |
| 2010—2011 | с | Пора тюльпанів   | Lale Devri        | Лале Ташкиран |

## Дискографія

### Альбоми
- Осми дан (City Records[en] 2002)
- Радије раније (City Records[en] 2005)
- Віла[en] (PGP RTS[en] 2009)
- Метаморфоза (City Records[en] 2014)
- Dalje (IDJ Tunes 2018)

### Сингли
- Тачка (2002)
- Osmi dan (2002)
- U, la-la feat. KC (2002)
- Узалуд се будимо(2003)
- Radije, ranije (2004)
- Твоја грішка (2005)
- «Emina» feat. Knez (2005)
- Так л' вона зна (2006)
- Није вище твоја ствар (2006)
- Підлоги оштрог ножа (2006)
- Cool Žena (2007)
- La gitana feat. Flamingosi[en] (2007)
- Exhale — Maxi single[en] (Multimedia Records[en] 2008)
- Push It feat. Cory Gunz[en] (18 June 2008)
- Још ти се надам feat. Саша Ковачевич[en] (2008)
- Пилці моје (2009)
- Ne zaboravi feat. Izel (2009)
- Мед feat. Діно Мерлін (2009)
- Nemilo feat. Miligram[en] (2009)
- Ti kvariigro (2010)
- Пана feat. Наташа Беквалац (2011)
- Posle mene (2011)
- Beograd priča feat. Дженан Лончаревич[en] (2012)
- Broken feat. Ердем Кінай (2012)
- Çek Gönder feat. Мустафа Сандал (2012)
- І так можу (2012)
- Kisme Yok Mu? (2012)
- Недостајеш (2013)
- Yakışmaz (2013)
- Дружина змај (2013)
- U senkama isti (2013)
- Nesanica (2014)
- Muške priče feat. DJ Світилася and Teča Gambino (2015)
- Romeo feat. Marcus[en] (2016)
- Lolo (2016)